# Dennis Nieblas
Dennis Nieblas Moreno (* 16. Oktober 1990 in Terrassa) ist ein spanischer Fußballspieler.

## Karriere
Nieblas begann seine Karriere beim Fünftligisten Olesa de Montserrat CF. Nachdem er zuvor beim CE Manresa und beim CD Masnou gespielt hatte, wechselte er im Sommer 2013 zum portugiesischen Zweitligisten CD Trofense. Im August 2013 debütierte er in der Segunda Liga gegen den FC Porto B. Im Sommer 2014 wechselte er zum zyprischen Erstligisten Othellos Athienou. Nach nur einem halben Jahr wechselte er im Januar 2015 nach Jordanien zu Shabab al-Ordon. Im September 2015 kehrte er nach Spanien zurück, wo er sich dem Drittligisten CD Guadalajara anschloss.
Nachdem er mit Guadalajara in die Tercera División abgestiegen war, wechselte Nieblas im Sommer 2016 zum österreichischen Zweitligisten Kapfenberger SV. Zum Jahresende verließ er die Kapfenberger wieder. Im Januar 2017 wechselte er zum ecuadorianischen Erstligisten Club Deportivo River Ecuador. Anfang Mai 2017 wurde sein Vertrag bei River Ecuador nicht verlängert. Bis Juli 2017 war er vertrags- und vereinslos. Ende Juli 2017 nahm ihn Real Linense unter Vertrag. Für den Club aus La Línea de la Concepción spielte er zehnmal bis Ende Januar 2018 in der Segunda División B. Im Februar wechselte er auf die Färöer-Inseln, wo er sich Víkingur Gøta aus Norðragøta, das auf der Insel Eysturoy liegt, anschloss. Mit dem Club gewann der den Färöischen Fußball-Supercup, den Stórsteypadystur. Nach Ende der Saison 2018 war er vertrags- und vereinslos. Von Februar 2019 bis Juni 2019 nahm ihn der spanische Viertligist CD Toledo aus Toledo unter Vertrag. Nach Vertragsende im Juni 2019 war er wieder vertragslos. Anfang 2020 unterschrieb er einen Vertrag in Thailand. Hier nahm ihn Ayutthaya United FC, ein Zweitligist aus Ayutthaya unter Vertrag. Nach vier Zweitligaspielen wechselte er Anfang September 2020 zum Ligakonkurrenten Chiangmai FC nach Chiangmai. Für Chiangmai spielte er bis Jahresende siebenmal in der zweiten Liga. Anfang 2021 verließ er Chiangmai und ging auf Leihbasis nach Chainat. Hier schoss er sich dem Erstligaabsteiger Chainat Hornbill FC an. Nach 23 Zweitligaspielen, in denen er vier Tor schoss, wurde sein Leihvertrag am Saisonende nicht verlängert. Ende Mai 2021 kehrte er nach der Ausleihe nach Chiangmai zurück. Am 1. August 2021 wechselte er zu seinem ehemaligen Verein, dem Zweitligisten Ayutthaya United. Für Ayutthaya bestritt er 25 Zweitligaspiele. Im Juli 2022 nahm ihn sein ehemaliger Verein Chainat Hornbill wieder unter Vertrag. Für Hornbill bestritt er in der Hinrunde 12 Zweitligaspiele. Nach der Hinrunde wurde sein Vertrag aufgelöst. Nach zwei Jahren in Thailand kehrte er Anfang Januar 2023 in seine Heimat zurück. Hier schloss er sich in Ibiza dem Viertligisten CD Ibiza Islas Pitiusas an. Nach acht Ligaspielen wechselte er im August 2023 nach Zypern, wo er sich dem Zweitligisten ENAD Polis Chrysochous anschloss.

## Erfolge
Víkingur Gøta
- Färöischer Supercup-Sieger: 2018